# Pía Sebastiani
Olimpia Ana Pía Sebastiani, conocida artísticamente como Pía Sebastiani (Buenos Aires, 27 de febrero de 1925 - 26 de julio de 2015), fue una pianista, profesora y compositora argentina.

## Trayectoria profesional
Pía Sebastiani se presentó al público en el Teatro Ateneo en 1941. Tuvo como maestros de piano a A. Pinto, J. Fanelli y Jorge de Lalewicz. De composición fue discípula de Gilardo Gilardi y Lamberto Baldi.En el extranjero recibió clases de perfeccionamiento con los maestros Marguerite Long, Magda Tagliaferro, Aaron Copland. Becada en 1947 pudo estudiar en el Conservatorio Nacional de París con Darius Milhaud y Olivier Messiaen. Recibió consejos de Adele Marcus.
Como compositora se estrenó con su propio concierto para piano y orquesta a los 18 años de edad. Sus obras han sido interpretadas por directores de la talla de Erich Kleiber, Albert Wolff, Juan José Castro, F. Prohaska y Charles Dutoit.
Como intérprete al piano ha actuado en las salas más importantes del mundo, como la Sala Pleyel de París, el Carnegie Hall de Nueva York, el Teatro Colón de Buenos Aires, el Dullen de Rótterdam o el Wigmore Hall de Londres. Como solista, junto a importantes orquestas de América y Europa, con grupos de cámara como el “Cuarteto de la Sinfónica de Chicago”, el “Fines Art Quartet”, y junto a grandes solistas como Dimitri Sitkovesky, Carter Enyart, Paul Kling, Alberto Lysy, Fernando Hasaj, Luís Roggiero, Rafael Gíntoli o Pablo Saraví.
Larga es también su labor como profesora, en el Conservatorio Juan José Castro o la Universidad del Litoral. Destacan los 23 años en la Universidad de “Ball State”, en Indiana, Estados Unidos, desde 1968 hasta 1991, centrándose después en la dirección del “Conservatorio Beethoven” de Buenos Aires y la presidencia de la “Fundación Beethoven”, dedicada a becar y a la enseñanza de jóvenes músicos de gran talento.
Entre 1958 y 1964 que Agregada Cultural de la República Argentina en Bruselas y París.
Fue invitada en dos ocasiones al “Festival Ottorino Respighi”, siendo presentada en ambas ocasiones por el Papa Juan Pablo II.
En 2006 dictó clases magistrales en Managua y en la Universidad Internacional de Florida (Miami) y en Caracas.
Ejerció como Agregada Cultural de las embajadas de Argentina en Bruselas y en París entre los años 1958 y 1964.
Falleció en su residencia de la Avenida Alvear en la Ciudad Autónoma de Buenos Aires a los 90 años y fue sepultada en el panteón familiar del Cementerio de la Recoleta el 29 de julio de 2015.

### Composiciones
- Concierto para piano y orquesta, 1943.
- Suite sinfónica “Coral, fuga y final”, 1945.
- Estampas.

4 preludios para piano
Canción de Cuna para Bibi
Sonatina para 2 violines

### Algunos conciertos
- Nueva York, Estados Unidos.[3]
- Carnegie Hall de Nueva York, en 2000.
- Salta, Casa de la Cultura, 30 de septiembre de 2004.[4]
- Semana musical de Llao Llao, Bariloche, 22 de octubre de 2004.[5]
- Caracas, Orquesta Sinfónica Simón Bolívar, en 2006.[6]
- Luján, 4 de mayo de 2007[7][8]
- Teatro Argentino, Sala Alberto Ginastera, La Plata, provincia de Buenos Aires, 23 de junio de 2007 (Concierto en la menor Op. 16, de Edward Grieg).[9]
- Auditorio de Belgrano, días 2 y 3 de mayo, y el Hotel Bristol de Martínez, 6 de mayo de 2008, con la Orquesta y Coros estables del Teatro Colón de Buenos Aires, Fantasía para piano, coro y orquesta en do menor, Op. 80 de L. van Beethoven.[10][11]
- Habitualmente ofrecía conciertos en las salas más importantes de Buenos Aires y del interior del país como el Auditorio de Radio Nacional, Teatro Libertador General San Martín de Córdoba, Auditorio de Belgrano; teatros municipales de Santa Fe y Bahía Blanca; Argentino de La Plata, Colón de Buenos Aires, Municipal de Viña del Mar, Chile y Libertador de Córdoba.

## Discografía
- Johannes Brahms: “Sonata en fa menor op. 5”. Qualiton SQI 4012, vinilo.
- Varios autores argentinos “Poesías de Alfonsina Storni”, Colección Aguilar La Palabra, GPE 1003.
- Schumann (Sonata n.º 2, Op. 22, en sol menor); Szymanowski (Preludios Op. 1). Qualiton 4010 estéreo.

## Vídeos
- Vídeo biográfico (música: Concierto para piano n.º 1 de Chaikovski)

## Premios, menciones y homenajes
- Premio al Profesor de Actividad más destacada en 20 años, Ball State University, Indiana, 1988, de la que se retiró como “Profesora Emérita” en 1991.
- “Pía Sebastiani Day”, Alcaldía de Miami, 26 de octubre de 1990.
- Premio al Mérito de la Orden de los Caballeros de San Martín de Tours, en 1995.
- Premio a la Obra Sinfónica de SADAIC, en 1996.
- Premio Trayectoria de la Asociación de Críticos de Buenos Aires, abril de 1998.
- Premio Música del Rotary de Buenos Aires, junto con Adolfo Bioy Casares.
- Diversas condecoraciones de los gobiernos de Francia, Bélgica y Bolivia.
- Premio por los 25 años como Miembro de la “Music Teachers National Association of USA, en noviembre de 2000.
- Concierto Homenaje en su ochenta cumpleaños, Buenos Aires, el 12 de julio de 2005.[12]
- Personalidad Destacada de la Cultura de la Ciudad de Buenos Aires, el 8 de julio de 2005.[13]
- Premio a la Trayectoria, otorgado por la Secretaría de Cultura Argentina, en 2007.[11][10]